# Heerlijkheid Illertissen
De heerlijkheid Illertissen was een heerlijkheid binnen Het Heilige Roomse Rijk.
Illertissen wordt als oppidum Tussa voor het eerst in 973 vermeld. Op zijn laatst was het in 1181 een bezitting van het graafschap Kirchberg. De graaf van Kirchberg beleende de heren van Aichheim met Illertissen. In het begin van de veertiende eeuw een vrij eigendom, maar in 1339/43 werd het weer deel van het graafschap Kirchberg. Nadat de graven van Kirchberg in 1520 waren uitgestorven, werd de heerlijkheid verkocht aan de steenrijke familie Vöhlin verkocht, die tot het patriciaat in de rijksstad Memmingen behoorde.
Nadat de familie door te grote uitgaven in financiële problemen was gekomen werd de heerlijkheid in 1756 verkocht aan het keurvorstendom Beieren.
De status van de heerlijkheid Illertissen was niet altijd duidelijk. Aanspraken door de Zwabische Kreits werden door Oostenrijk afgewezen, dat het beschouwde als een deel van het graafschap Kirchberg. Later werd de heerlijkheid tot de rijksridderschap gerekend.